# Sanok (dopływ Worsklicy)
Sanok – potok uchodzący do Worsklicy (dopływ Worskli) w jej górnym biegu z prawego brzegu.
Potok przepływa na zachód od dzisiejszego miasta Grajworon w południowej Rosji w obwodzie biełgorodzkim.
Źródła potoku znajdują się 4 km od wsi Poczajewo, na południowo-zachodnim zboczu Wyżyny Środkoworosyjskiej przy granicy rosyjsko-ukraińskiej. Potok uchodzi do Worsklicy między wsiami Sankowo i Dorogoszcz.
Nazwa tego cieku wodnego na terytorium Rosji (ukr. Санок (притока Ворсклиці) wiąże się z wydarzeniami historycznymi z roku 1031. W roku tym Jarosław i Mścisław zajęli terytoria nad Sanem i Wisłoką. Mścisław miał następnie pojmaną ludność osadzić na pograniczu swojego księstwa w dorzeczu Worskli.